# Mezoklimat
Mezoklimat – klimat obszaru o długości w linii od 10 do 100 kilometrów, wyodrębniającego się od sąsiednich obszarów, kształtujący się pod wpływem rzeźby terenu, podłoża (wodnego, lądowego) i jego pokrycia (np. rodzaju roślinności, zabudowy).